# Guadalupe (Nuevo León)
Guadalupe es una ciudad mexicana situada en el estado de Nuevo León y la segunda ciudad más poblada de esta entidad federativa, después de Monterrey. Fue fundada en 1756 bajo el nombre de Pueblo de la Nueva Tlaxcala de Nuestra Señora de Guadalupe de Horcasitas, llamada así cuando los nahuas tlaxcaltecas que habitaban la región fueron congregados en el territorio actual del municipio.
Forma parte de la Zona Metropolitana de Monterrey, localizándose al oriente de la ciudad de Monterrey. Con una población de 635 862 habitantes en 2020, es la 29.ª ciudad más poblada de México. Su IDH es de 0.827 («muy alto»).

## Historia
Fue fundada por Francisco de Barbadillo y Vitoria también fundador de las Misiones de la Purificación y de la Concepción en el Valle del Pilón, Montemorelos. Con los indígenas restantes, más de mil, estableció el 5 de febrero de 1715 la Misión de Nuestra Señora de Guadalupe a una legua al oriente de Monterrey.
La fecha de fundación de Guadalupe fue el 4 de enero de 1716, día en que se expidieron los títulos de las tierras. Congregando en 1756 a los indígenas nahuas tlaxcaltecas que vivían en el Valle del Pilón, cambió su nombre por el de Pueblo de la Nueva Tlaxcala de Nuestra Señora de Guadalupe de Horcasitas. En reconocimiento a la participación de los tlaxcaltecas en la fundación de la ciudad, en el cuartel superior derecho de su escudo, en campo de oro está el glifo de la antigua República de Tlaxcala.
Después de la década de luchas e incertidumbres provocadas por la caída del imperio español, el 1 de agosto de 1821 se juró en Guadalupe la independencia de México. De acuerdo con la Constitución Política del Estado de Nuevo León, promulgada el 5 de marzo de 1825, Guadalupe se convirtió en uno de los distritos municipales del recién creado estado de Nuevo León. Aun así, el pueblo de Guadalupe siguió supeditado a Monterrey en lo judicial y en lo contencioso, pues aunque ya muchos la consideraban villa, Guadalupe seguía siendo república de indios cuyos habitantes poseían sus tierras en común. 
Bajo el nuevo régimen independiente, el congreso local respondió a la demanda de los tlaxcaltecas, que había acordado repartir las tierras del pueblo en propiedad individual, y fue en 1836 cuando finalmente se delineó el pueblo y se realizó el reparto de tierras entregándose solares a cada uno de los 197 accionistas o naturales del pueblo.
En sus comienzos, Guadalupe fue un pueblo agricultor. Sin embargo, esta condición fue progresivamente reemplazada por la industria, el comercio y los servicios. En 1825 fue promovida al rango de villa y el 28 de abril de 1971 alcanzó la categoría de ciudad.
Debido a la alta incidencia de violencia feminicida en este municipio, el 18 de noviembre de 2016 fue declarada la Alerta de Violencia de Género contra las mujeres.
El 4 de octubre de 2019, las alcaldesas de Guadalupe y Tlaxcala firmaron un acuerdo de hermanamiento entre ambas ciudades, consolidando el puente cultural y comercial entre ambos municipios.

## Demografía
La ciudad de Guadalupe cuenta con una población en el año 2020 de 635 862 habitantes según datos del INEGI por lo cual es la 2ª ciudad más poblada de Nuevo León y la 29° ciudad más poblada de México. La ciudad tuvo una pérdida de población de 34 863 habitantes respecto al censo de 2010 a consecuencia de la migración a otras zonas de la Zona Metropolitana de Monterrey donde se construyen nuevos fraccionamientos y es más barato adquirir vivienda.
Guadalupe fue una comunidad rural que no superaba siquiera los 3000 habitantes hasta la década de 1950 en que, derivado de la expansión de la mancha urbana de la ciudad de Monterrey (que para ese entonces ya superaba los 300 000 habitantes), se empezó una explosión demográfica que hizo que en 30 años la ciudad de Guadalupe contara con casi 400 000 habitantes y aumentando hasta superar los 600 000 hasta la actualidad, pero la ciudad ya no cuenta con espacio para continuar expandiendo su mancha urbana, y por ende su población, al encontrarse rodeada de la ciudad de Monterrey, la ciudad de San Nicolás de los Garza, Ciudad Apodaca y Ciudad Benito Juárez y del icónico cerro de la Silla.
| Gráfica de evolución demográfica de Guadalupe entre 1900 y 2020                                             |
| |
| Población de los censos y conteos del Instituto Nacional de Estadística y Geografía (INEGI) de 1900 a 2020. |

## Educación
Según datos estadísticos del INEGI (2020), el grado promedio de escolaridad de escolaridad de las personas mayores de 15 años es de segundo de preparatoria, y la distribución de la población en ese rango de edad por nivel educativo es el siguiente: educación básica 40.8 %, educación superior 30.7 %, educación media superior con 26.3 % y sin escolaridad o no especificado suman el 2.2 %. Además, el 98.07 % de los habitantes en este grupo poblacional son alfabetas, teniendo un grado alto de alfabetización entre la población del municipio.
En este municipio se encuentra el Instituto Tecnológico de Nuevo León, que cada generación aporta una gran cantidad de nuevos profesionistas. Además de este instituto, dentro de este mismo municipio, así como también se encuentra el Tec Milenio, una universidad privada.
En el municipio se otorgan clases y becas de computación, inglés, preparatoria abierta y en línea, danza, guitarra, canto, etc. gracias a los ciudadanos del municipio que mediante el pago de impuestos como el predial las financian a través del ayuntamiento y el Instituto Municipal de La Juventud, así como todas las instituciones educativas con las cuales hay un convenio para brindar educación a los jóvenes del municipio.

## Atractivos turísticos
- Cerro de la Silla: Aunque es el ícono de la ciudad de Monterrey, se encuentra ubicado en el municipio de Guadalupe y es el lugar preferido de los deportistas para escalarlo. Además, funciona como paseo familiar.

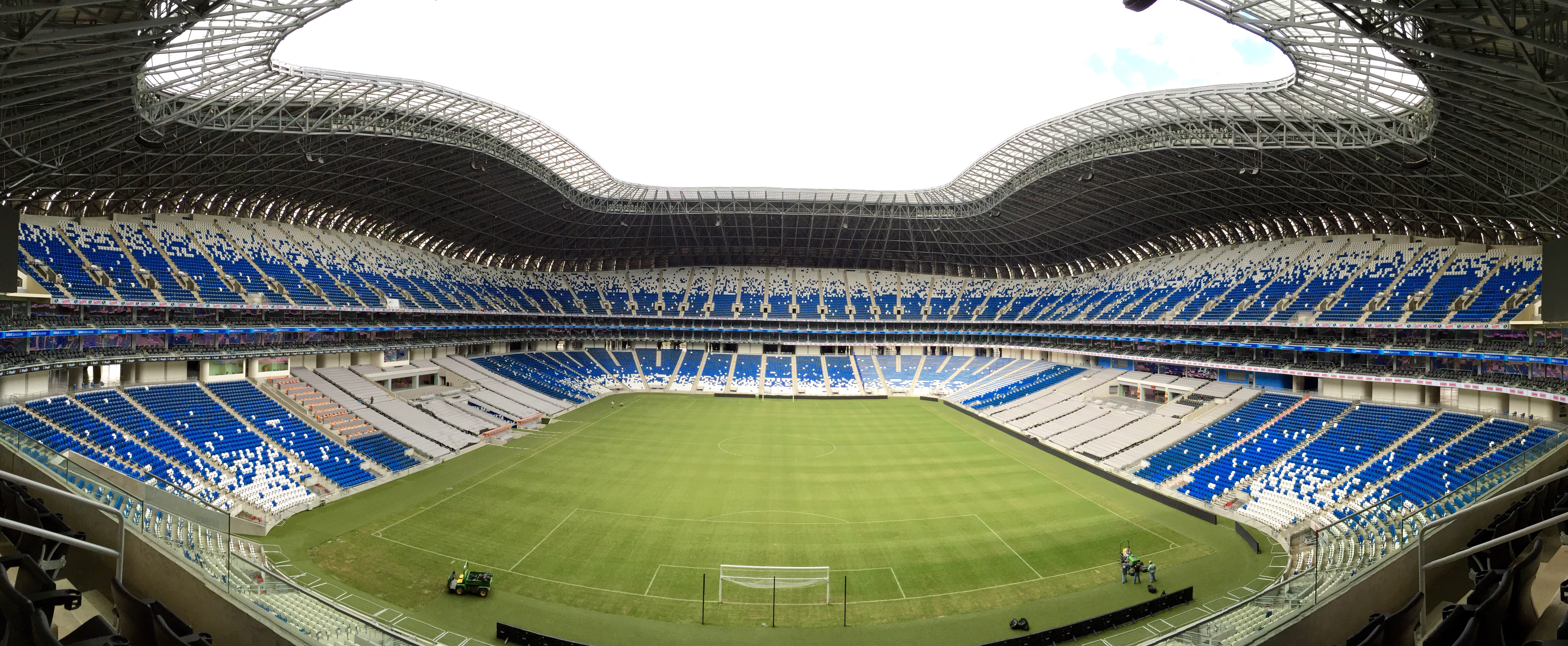
Estadio BBVA ubicado en Guadalupe NL. Sede del Club de Fútbol Monterrey. Capacidad: 53 500 personas.

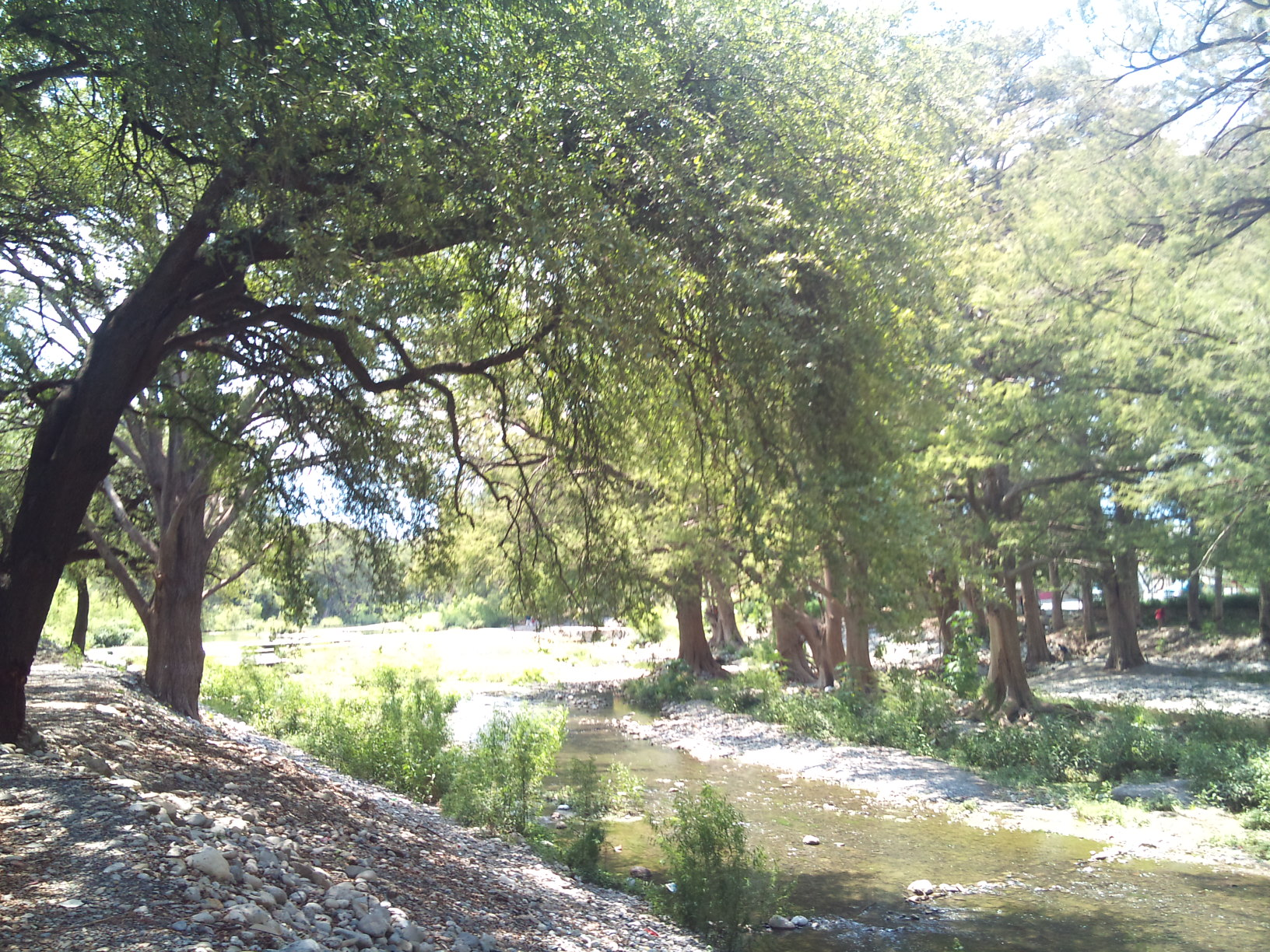
Río la Silla, uno de los pocos recintos naturales de la ciudad.

- Parque La Pastora: Es un parque urbano y área natural protegida con un zoológico que alberga distintas especies de animales, además de un aviario y un herpetario.
- Parque Pipo: parque dedicado al presentador de televisión y actor José Marroquín, más conocido como "Pipo". Cuenta con andadores a los costados del río y diversas áreas verdes.
- Estadio BBVA: Con capacidad para 53,500 espectadores, aquí se disputan los partidos del Club de Fútbol Monterrey y es sede de diversos conciertos.
- Expo Guadalupe: Dentro de este recinto, anualmente se celebra la Exposición Ganadera Regional, que además de la muestra de ganado bovino y ovino, cuenta con juegos mecánicos, restaurantes de antojitos mexicanos y platillos regionales. También se encuentra el Domo Care, un escenario donde se presentan distintos artistas.
- Parque Tolteca: Tiene el agua permanente del Río La Silla. Es un lugar para recreación familiar que cuenta con lanchas, toboganes, fuentes de sodas, asadores y loncherías.
- Museo Ciudad Guadalupe: Está dedicado al acercamiento a de los orígenes del municipio a través de su historia, características geográficas y pobladores originales.

## Fiesta patronal
La fiesta patronal es el segundo domingo del mes de agosto, el patrón del pueblo es el Señor de la Expiración que se encuentra en el Templo Antiguo del mismo nombre. También se le llama el señor de la lluvia; para la celebración hay diversas actividades acompañadas de música y danza, todo esto en la plaza principal del municipio, se cantan las mañanitas en punto de las 22:00 horas, para después seguir con la pirotecnia.
Esta es la leyenda:
Sucedió en una mañana, cuando se percibían apenas las primeras luces del alba. Los indios despertaron sobresaltados y corrieron presurosos a la capilla, porque oyeron el tañer de la campana. Y su sobresalto fue mayor aún, al darse cuenta de que no era el indio Sacristán quien la sonaba, sino un asno que movía el cuello y jalaba la cuerda con el hocico.
Pesada carga traía en sus lomos la bestia. –algún mercader la habrá extraviado- se dijeron, pero en vano buscaron en el camino; ni siquiera huella reciente encontraron de alguna recua en el sendero.
Aunque con el temor consiguiente, libraron de tal peso al borrico; y cuando pusieron en el suelo el lago cajón de toscas y mal enclavadas tablas, notaron que su contenido era una imagen del Señor crucificado y en tamaño natural. Postrándose de hinojos ante la visita tan providencial; lloraban unos, conmovidos por la expresión del rostro del Señor; otros se santiguaban con ademán de asombro y regocijo.
Introdujeron al Cristo en la capilla, sustituyendo con él la gran cruz de madera que destacaba en el fondo, y que había sido venerada hasta entonces como titular de la hacienda primitiva.
Tan desbordante fue el júbilo, que nadie supo más del cansado jumento que habían dejado junto a la puerta. Los buscaron mucho por entre los matorrales y sembradíos; todo fue inútil, no lo encontraron; sin embargo, se cuenta que lo encontraron muerto de cansancio cerca de la puerta norte de la capilla y que ahí mismo le dieron sepultura.
Desde entonces se venera esta imagen en lo que ahora es la parroquia y santuario de Nuestra Señora de Guadalupe.

## Ciudades hermanadas
- Tlaxcala, México[18]
- Laredo, Estados Unidos[19]
- McAllen, Estados Unidos[20]